# Copa América
Pour les articles homonymes, voir América et Coupe de l'America.
Cet article traite de l'épreuve masculine. Pour la compétition féminine, voir Copa América féminine.
La Copa América (en espagnol : Campeonato Sudamericano Copa América, en portugais : Campeonato Sul-Americano Copa América), la Coupe d'Amérique en français, est la plus importante compétition internationale de football organisée par la Confédération sud-américaine de football ou CONMEBOL, avec des invitations par d'autres confédérations géographiques. Elle a lieu tous les deux, trois, puis quatre ans depuis la première édition en 1916. Depuis 1984 et la disparition du British Home Championship, la Copa América est le plus vieux tournoi continental de l'histoire du football.

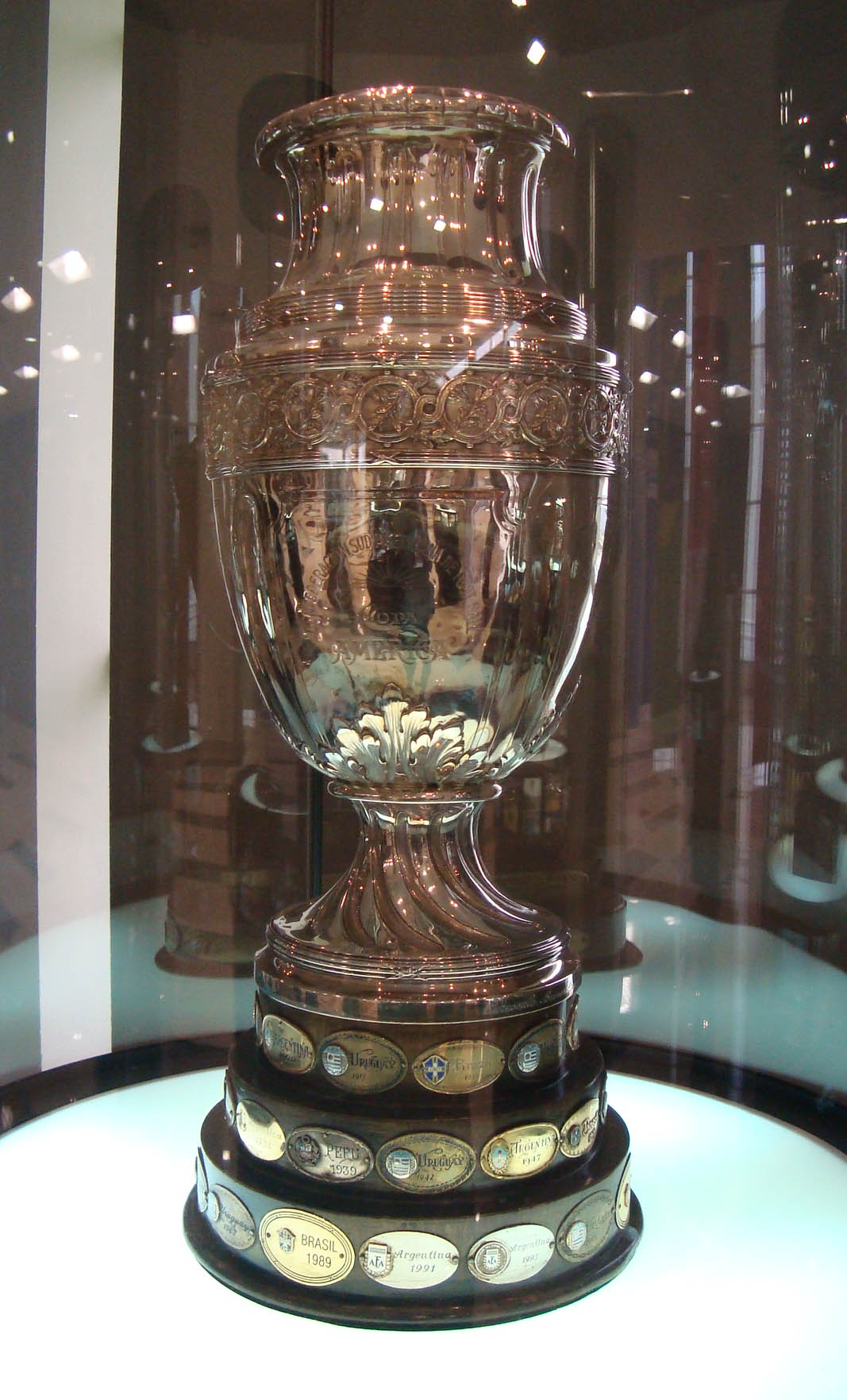
Le trophée créé en 1916. Les noms des pays vainqueurs sont inscrits sur le pied.

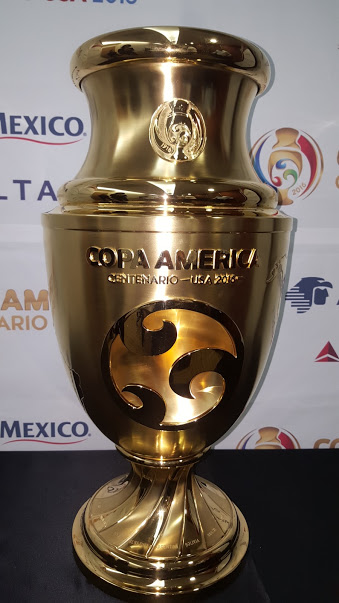

Douze équipes nationales masculines sont en compétition sur les sites d'un pays hôte  pendant environ un mois. Depuis 2014 a lieu la Copa América féminine, précédemment nommée « Sudamericano Femenino », de sa création en 1990 jusqu'à cette date. La confédération sud-américaine ne compte que dix membres, des équipes nationales d'autres confédérations sont donc invitées à combler les deux places vacantes. Le Mexique, membre de la Confédération de football d'Amérique du Nord, d'Amérique centrale et des Caraïbes ou CONCACAF, est ainsi régulièrement convié depuis sa première participation en 1993. Depuis 1999, des équipes de la Confédération asiatique de football sont également conviées, comme c'est le cas pour le Japon et le Qatar en 2019.
En 48 éditions, huit équipes nationales ont remporté le titre : l'Argentine mène avec 16 victoires, suivie par l'Uruguay avec 15 consécrations ; le Brésil a remporté neuf trophées ; le Chili, le Paraguay et le Pérou suivent avec deux titres chacun. Les deux autres champions sont la Bolivie et la Colombie, avec un titre chacun.
La Copa América est l'un des événements sportifs mondiaux les plus suivis. L'édition 2007 a eu une audience estimée à 530 millions de téléspectateurs en Amérique latine et une audience mondiale cumulée de quatre milliards de personnes à travers 185 pays. Le tenant du titre de la Copa América était invité à participer à l'édition suivante de la Coupe des confédérations avant la suppression de cette dernière en 2019.
Le tenant du titre est l'Argentine, vainqueur de l'édition 2024.

## Histoire

### Débuts
Le football fait son apparition en Amérique du Sud à la fin du XIXe siècle, notamment en Argentine et en Uruguay, par l'intermédiaire des marins et cheminots britanniques. Le premier club de football sud-américain, Gimnasia y Esgrima de La Plata, est créé en 1887. Au début du XXe siècle, le football est de plus en plus populaire. En 1910, une première compétition internationale est organisée entre des équipes nationales du continent à l'occasion du centenaire de la révolution de Mai. Le Chili et l'Uruguay y participent, mais cet événement n'est pas considéré comme officiel par la Confédération sud-américaine de football (fondée en 1916). Pour la célébration du centenaire de son indépendance, l'Argentine organise un nouveau tournoi en juillet 1916, avec le Chili, l'Uruguay et le Brésil. Ce Campeonato Sudamericano de Selecciones (« championnat sud-américain des nations ») est la première édition de l'actuelle « Copa América ». L'Uruguay remporte le trophée après un score nul 0-0 avec les hôtes argentins lors du match décisif, joué à l'Estadio Racing Club (en) d'Avellaneda.

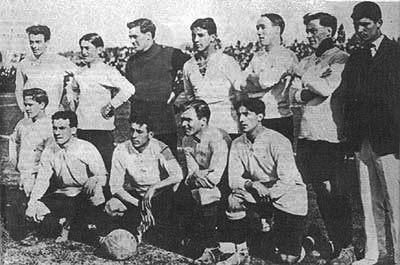
L'Uruguay remporte les deux premières éditions de la Copa América, la première en 1916 à Buenos Aires et la seconde en 1917 à Montevideo.

Devant le succès du tournoi, un membre de la fédération uruguayenne, Héctor Rivadavia Gómez (en), propose la création d'une confédération regroupant les associations d'Argentine, du Brésil, du Chili et d'Uruguay, et le 9 juillet, jour de l'anniversaire de l'indépendance de l'Argentine, la CONMEBOL est fondée. L'année suivante, la compétition est jouée en Uruguay. L'Uruguay gagne le titre après avoir battu l'Argentine 1-0 lors du précédent match. Le succès du tournoi sur le sol Charrúa aide à sa consolidation. La grippe espagnole à Rio de Janeiro conduit au report de l'édition 1918. Le Brésil accueille le tournoi en 1919 ; il gagne pour la première fois en venant à bout des champions en titre 1-0 grâce à un but d'Arthur Friedenreich au terme d'une finale qui dure 150 minutes. La ville chilienne de Viña del Mar accueille l'événement en 1920, remporté par l'Uruguay.
Lors de l'édition 1921, le Paraguay participe pour la première fois après que sa fédération se soit affiliée à la CONMEBOL plus tôt la même année. L'Argentine remporte la compétition pour la première fois grâce aux buts de Julio Libonatti. Dans les années suivantes, l'Uruguay domine le tournoi, qui est à l'époque le plus grand tournoi de football au monde avec celui des Jeux olympiques. Cependant, l'Argentine n'est pas loin derrière et conteste la suprématie de la Celeste. Après avoir perdu la finale des Jeux olympiques de 1928 à Amsterdam, l'Argentine se venge lors de la Copa América 1929 en battant les Uruguayens dans le dernier match décisif. Pendant cette période, la Bolivie et le Pérou font leurs débuts dans le tournoi respectivement en 1926 et 1927.

### Désorganisation et intermittence (jusqu'en 1983)
Après la première Coupe du monde disputée en Uruguay en 1930, l'inimitié entre les fédérations d'Uruguay et d'Argentine empêche le déroulement de la compétition continentale pendant plusieurs années. Il faut attendre 1935 pour voir se jouer une édition spéciale de l'événement, officiellement rétabli en 1939. Le Pérou est le pays hôte de l'édition 1939 et remporte le titre pour la première fois après une victoire 2-1 sur l'Uruguay. L'Équateur fait ses débuts à cette occasion.
Le Chili accueille l'édition de 1941 à l'occasion du quatrième centenaire de la fondation de Santiago pour lequel la capacité de l'Estadio Nacional est passée de 30 000 à 70 000 spectateurs. Malgré d'importants investissements et une première victoire en ouverture, les Chiliens sont battus lors du dernier match par les futurs champions, l'Argentine. L'Uruguay accueille et remporte l'édition 1942. Le Chili est à nouveau l'hôte en 1945 et passe tout près de disputer le titre avec l'Argentine, mais le Brésil ruine les espoirs chiliens lors du dernier match, l'Argentine remporte le tournoi une fois encore sur le sol chilien.

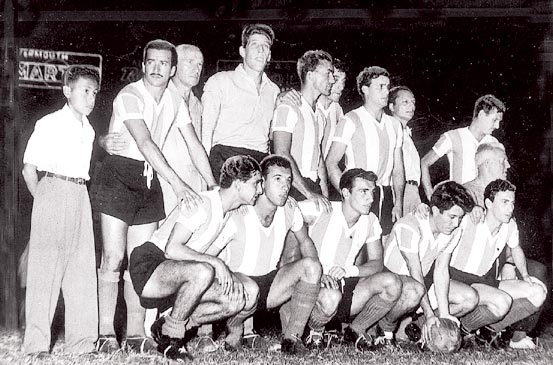
Les Carasucias (« visages sales »), surnom de l'Argentine qui remporte la Copa América 1957.

La compétition entre ensuite dans une période de grand bouleversement. Le championnat n'est pas joué sur une base régulière et de nombreuses éditions sont dites non officielles, n'étant considérées comme officielles que bien plus tard par la CONMEBOL. L'Argentine est la première (et jusqu'ici la seule) équipe à gagner trois titres consécutifs en remportant les championnats de 1945, 1946 et 1947. Après ces trois tournois annuels, la compétition reprend son rythme bisannuel, puis sur trois voire quatre ans. Il y a même deux tournois organisés en 1959, un en Argentine et un second en Équateur. Pendant cette période, certaines équipes nationales délaissent le tournoi, d'autres ne participent pas chaque année, d'autres envoient des équipes de jeunes. Lors de l'édition de 1959 qui s'est tenue en Équateur, le Brésil présente une équipe de l'État du Pernambouc. La Bolivie remporte pour la première fois le tournoi qu'elle accueille en 1963, mais elle est défaite lors du tournoi 1967 par les néophytes vénézuéliens. En 1959, la création de la Copa Libertadores affecte également la façon dont le tournoi est perçu par ses participants.
Après huit ans d'absence, la compétition reprend en 1975 et est officiellement nommée « Copa América ». Le tournoi n'a alors pas de pays hôte, tous les matchs sont joués sur toute l'année dans chaque pays. Neuf équipes participent à la phase de groupes, les champions en titre étant directement qualifiés pour les demi-finales. Le tournoi a par la suite lieu tous les quatre ans, utilisant ce système jusqu'en 1987.

### La Copa América passe en tournoi tous les 2 ans (1987-2001)
En 1986, la CONMEBOL décide le retour à un pays hôte et à un calendrier bisannuel. Depuis la Copa América 1987, l'événement est organisé tous les deux ans à tour de rôle par les dix membres de la confédération. Le format reste inchangé avec une première phase de groupes, mais la phase finale varie entre un nouveau groupe final de format « toutes rondes » ou un système à élimination directe pour déterminer le vainqueur. Ce renouvellement aide le tournoi, qui commence une couverture télévisuelle en Europe et en Amérique du Nord. L'édition 1987 a lieu en Argentine, qui n'avait plus abrité la compétition depuis 28 ans. Malgré son statut de favoris en tant que championne du monde en titre, l'Argentine termine à une décevante quatrième place, battue par les champions continentaux en titre uruguayens en demi-finale. L'Uruguay bat une surprenante équipe chilienne qui parvient en finale après avoir surclassé le Brésil 4-0 en phase de groupes.

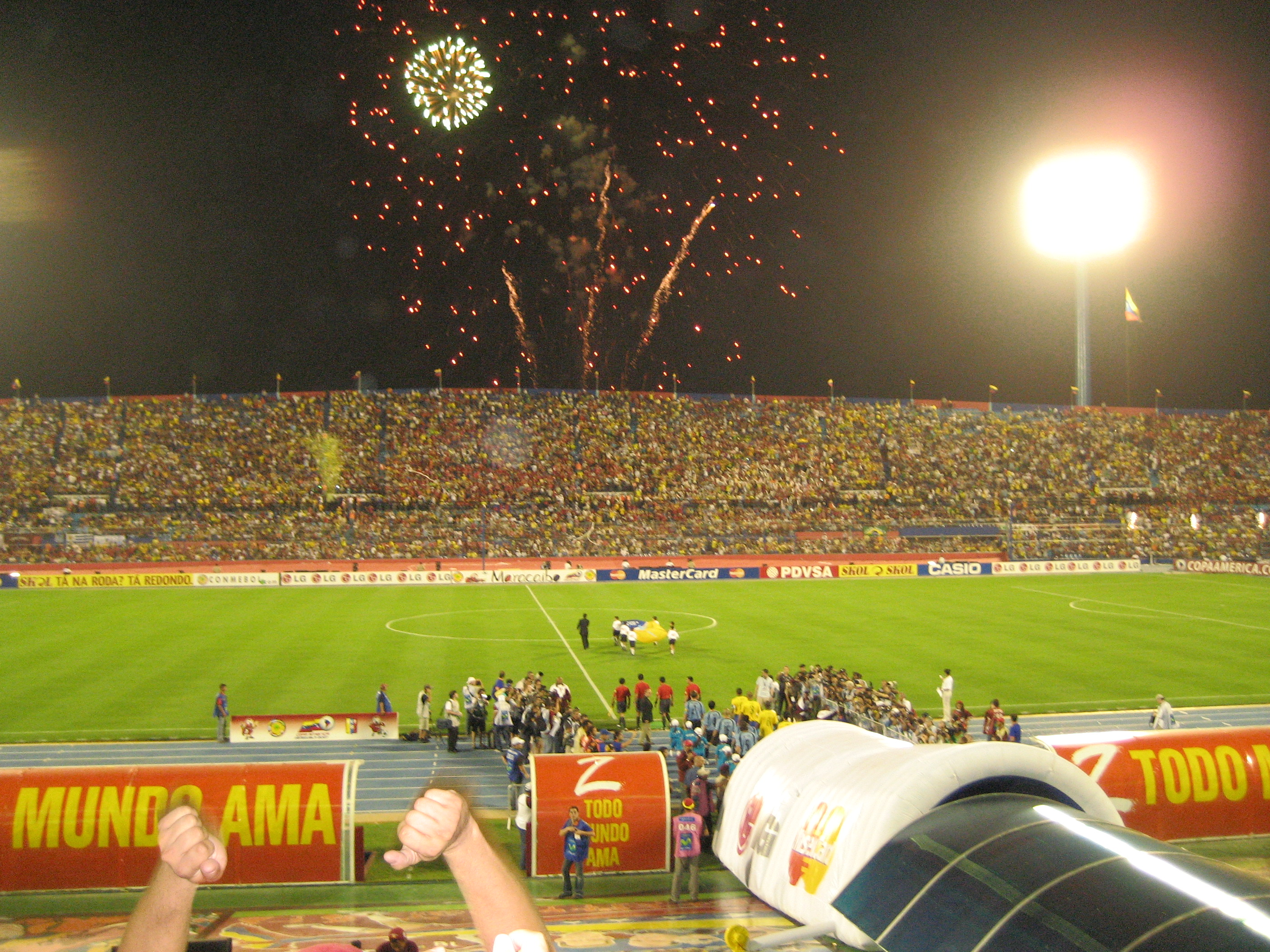
Entrée des joueurs en demi-finale de la Copa América 2007, pour la première fois au Venezuela.

Le Brésil soulève son premier titre international officiel depuis la Coupe du monde 1970 en remportant la Copa América 1989 sur son sol. L'Argentine, à son tour, remporte la Copa América 1991 au Chili, après 32 ans d'attente, grâce à une équipe rajeunie menée par le prolifique buteur Gabriel Batistuta. La Copa América 1993 en Équateur fait prendre au tournoi sa forme actuelle. En plus des dix équipes habituelles, la CONMEBOL invite deux pays de la CONCACAF, le Mexique et les États-Unis. L'Argentine défend son titre avec succès.
L'Uruguay parvient à gagner la compétition à domicile en 1995, mettant fin à une période de déclin pour le football uruguayen. Avec la mise en œuvre de la rotation des pays hôtes, la Colombie, le Paraguay et le Venezuela accueillent le tournoi pour la première fois. Le Brésil entre dans une période faste, remportant quatre des cinq titres continentaux entre 1997 et 2007. Le premier, en 1997, est gagné en battant l'hôte bolivien par trois buts à un. Le Brésil défend son titre avec succès en 1999 en battant l'Uruguay 3-0 à Asuncion.

### Copa América tous les 3 ans (2001-2015)
La Copa América 2001 voit l'une des plus grandes surprises de l'histoire du tournoi avec l'élimination du Brésil par le Honduras en quart-de-finale. La Colombie, pays hôte, remporte la compétition pour la première fois.
Après la contre-performance de 2001, le Brésil se rétablit dans le panthéon sud-américain en disposant de l'Argentine aux tirs au but en finale de la Copa América 2004 au Pérou. Trois ans plus tard, les deux équipes se rencontrent en finale, cette fois au Venezuela. Encore une fois, le Brésil sort vainqueur en écrasant l'Argentine 3-0.
L'Argentine accueille la compétition de 2011 et est sortie par l'Uruguay en quarts de finale aux tirs au but. L'Uruguay vainc le Pérou en demi-finale pour atteindre la finale et corriger le Paraguay 3-0, remportant ainsi le trophée sur le sol argentin pour la troisième fois et la deuxième fois de rang. À noter qu'au cours de cette édition, le Paraguay parvient en finale sans avoir gagné un seul match, et en ne marquant aucun but après être sorti des poules. L'édition 2015 voit le premier sacre continental du Chili, pays organisateur du tournoi, qui s'impose en finale face à l'Argentine (0-0 a.p. 4 tab 1)

### Rapprochement avec la CONCACAF et calendrier calé avec l'UEFA (Depuis 2016)
Pour la première compétition organisée aux Etats-Unis, l'histoire se répète puisque le Chili retrouve l'Argentine lors de la finale de la Copa América Centenario et s'impose après la séance des tirs au but (0-0 a.p. 4 tab 2). C'est la quatrième finale ratée par les Argentins depuis 2004.
Trente ans après le tournoi de 1989, le Brésil accueille pour la cinquième fois la compétition et remporte la Copa América 2019 en battant le Pérou en finale (3-1). En outre, la CONMEBOL décide que la Copa América se déroulerait suivant le même calendrier que l'Euro à partir de 2021. Elle confie l'organisation de ce prochain tournoi conjointement à l'Argentine et à la Colombie. C'est pourtant le Brésil qui accueille l'édition 2021, pour la deuxième fois d'affilée, l'Argentine et la Colombie étant dans l'incapacité d'organiser le tournoi en raison de la pandémie de Covid-19. Les Brésiliens affrontent l'Argentine en finale et sont battus au Stade Maracanã 0-1 par l’Albiceleste : l'Argentine met ainsi fin à une disette de 28 années sans titre en sélection.
Lors de l'édition 2024, 6 équipes de la CONCACAF sont invitées à participer.

## Palmarès
| 1re | 1916 | Argentine  | Uruguay        | 0-0                   | Argentine | Brésil         | 1-1             | Chili          | Isabelino Gradín (3)                                  |                      |
| 2e  | 1917 | Uruguay    | Uruguay (2)    | 1-0                   | Argentine | Brésil         | 5-0             | Chili          | Ángel Romano (4)                                      |                      |
| 3e  | 1919 | Brésil     | Brésil         | 1 - 0 ap              | Uruguay   | Argentine      | 4-1             | Chili          | Neco Arthur Friedenreich (4)                          |                      |
| 4e  | 1920 | Chili      | Uruguay (3)    | 1-1                   | Argentine | Brésil         | 1-0             | Chili          | Ángel Romano José Pérez (3)                           |                      |
| 5e  | 1921 | Argentine  | Argentine      | 1-0                   | Brésil    | Uruguay        | 1-2             | Paraguay       | Julio Libonatti (3)                                   |                      |
| 6e  | 1922 | Brésil     | Brésil (2)     | 3 - 0                 | Paraguay  | Uruguay        | 1-0             | Argentine      | Julio Francia (4)                                     |                      |
| 7e  | 1923 | Uruguay    | Uruguay (4)    | 2-0                   | Argentine | Paraguay       | 1-0             | Brésil         | Pedro Petrone Vicente Aguirre (3)                     |                      |
| 8e  | 1924 | Uruguay    | Uruguay (5)    | 0-0                   | Argentine | Paraguay       | 3-1             | Chili          | Pedro Petrone (4)                                     |                      |
| 9e  | 1925 | Argentine  | Argentine (2)  | 4-1 2-2               | Brésil    | Paraguay       |                 |                | Manuel Seoane (6)                                     |                      |
| 10e | 1926 | Chili      | Uruguay (6)    | 2-0                   | Argentine | Chili          | 5-1             | Paraguay       | David Arellano (7)                                    |                      |
| 11e | 1927 | Pérou      | Argentine (3)  | 3-2                   | Uruguay   | Pérou          | 3-2             | Bolivie        | Roberto Figueroa (4)                                  |                      |
| 12e | 1929 | Argentine  | Argentine (4)  | 4-1                   | Paraguay  | Uruguay        | 4-1             | Pérou          | Aurelio González Benítez (5)                          |                      |
| 13e | 1935 | Pérou      | Uruguay (7)    | 3-0                   | Argentine | Pérou          | 1-0             | Chili          | Herminio Masantonio (4)                               |                      |
| 14e | 1937 | Argentine  | Argentine (5)  | 2 - 0 ap              | Brésil    | Uruguay        | 2-4             | Paraguay       | Raúl Toro (7)                                         |                      |
| 15e | 1939 | Pérou      | Pérou          | 2-1                   | Uruguay   | Paraguay       | 5-1             | Chili          | Teodoro Fernández (7)                                 |                      |
| 16e | 1941 | Chili      | Argentine (6)  | 1-0                   | Uruguay   | Chili          | 1-0             | Pérou          | Juan Marvezzi (5)                                     |                      |
| 17e | 1942 | Uruguay    | Uruguay (8)    | 1-0                   | Argentine | Brésil         | 1-1             | Paraguay       | Herminio Masantonio José Manuel Moreno (7)            |                      |
| 18e | 1945 | Chili      | Argentine (7)  | 3-1                   | Brésil    | Chili          | 1-0             | Uruguay        | Norberto Méndez Heleno de Freitas (6)                 |                      |
| 19e | 1946 | Argentine  | Argentine (8)  | 2-0                   | Brésil    | Paraguay       | 2-1             | Uruguay        | José María Medina (7)                                 |                      |
| 20e | 1947 | Équateur   | Argentine (9)  | 6-0                   | Paraguay  | Uruguay        | 6-0             | Chili          | Nicolás Falero (8)                                    |                      |
| 21e | 1949 | Brésil     | Brésil (3)     | 7 - 0                 | Paraguay  | Pérou          | 3-0             | Bolivie        | Jair Rosa Pinto (9)                                   |                      |
| 22e | 1953 | Pérou      | Paraguay       | 3 - 2                 | Brésil    | Uruguay        | 2-3             | Chili          | Francisco Molina (7)                                  |                      |
| 23e | 1955 | Chili      | Argentine (10) | 1-0                   | Chili     | Pérou          | 2-1             | Uruguay        | Rodolfo Micheli (8)                                   |                      |
| 24e | 1956 | Uruguay    | Uruguay (9)    | 2-1                   | Chili     | Argentine      | 0-1             | Brésil         | Enrique Hormazábal (4)                                |                      |
| 25e | 1957 | Pérou      | Argentine (11) | 3-0                   | Brésil    | Uruguay        | 5-3             | Pérou          | Humberto Maschio Javier Ambrois (9)                   |                      |
| 26e | 1959 | Argentine  | Argentine (12) | 1-1                   | Brésil    | Paraguay       | 2-1             | Pérou          | Pelé (8)                                              |                      |
| 27e | 1959 | Équateur   | Uruguay (10)   | 5-0                   | Argentine | Brésil         | 3-1             | Équateur       | José Sanfilippo (6)                                   |                      |
| 28e | 1963 | Bolivie    | Bolivie        | 2-0                   | Paraguay  | Argentine      | 3-0             | Brésil         | Carlos Alberto Raffo (6)                              |                      |
| 29e | 1967 | Uruguay    | Uruguay (11)   | 1-0                   | Argentine | Chili          | 4-2             | Paraguay       | Luis Artime (5)                                       |                      |
| 30e | 1975 | —          | Pérou (2)      | 0 - 1 2 - 1 1 - 0     | Colombie  | Brésil Uruguay | Brésil Uruguay  | Brésil Uruguay | Leopoldo Luque José Ernesto Díaz (4)                  | Teófilo Cubillas     |
| 31e | 1979 | —          | Paraguay (2)   | 3 - 0 0 - 1 0 - 0 ap, | Chili     | Brésil Pérou   | Brésil Pérou    | Brésil Pérou   | Jorge Peredo Eugenio Morel (4)                        | Carlos Caszely       |
| 32e | 1983 | —          | Uruguay (12)   | 2 - 0 1 - 1           | Brésil    | Paraguay Pérou | Paraguay Pérou  | Paraguay Pérou | Carlos Aguilera Jorge Burruchaga Roberto Dinamite (3) | Enzo Francescoli     |
| 33e | 1987 | Argentine  | Uruguay (13)   | 1 - 0                 | Chili     | Colombie       | 2 - 1           | Argentine      | Arnoldo Iguarán (4)                                   | Carlos Valderrama    |
| 34e | 1989 | Brésil     | Brésil (4)     | 1-0                   | Uruguay   | Argentine      | 0-0             | Paraguay       | Bebeto (6)                                            | Rubén Sosa           |
| 35e | 1991 | Chili      | Argentine (13) | 3-2                   | Brésil    | Chili          | 1-1             | Colombie       | Gabriel Batistuta (6)                                 | Leonardo Rodríguez   |
| 36e | 1993 | Équateur   | Argentine (14) | 2 - 1                 | Mexique   | Colombie       | 1 - 0           | Équateur       | José Luis Dolgetta (4)                                | Sergio Goycochea     |
| 37e | 1995 | Uruguay    | Uruguay (14)   | 1 - 1 ap 5 − 3 tab    | Brésil    | Colombie       | 4 - 1           | États-Unis     | Gabriel Batistuta Luis García Postigo (4)             | Enzo Francescoli (2) |
| 38e | 1997 | Bolivie    | Brésil (5)     | 3 - 1                 | Bolivie   | Mexique        | 1 - 0           | Pérou          | Luis Hernández (6)                                    | Ronaldo              |
| 39e | 1999 | Paraguay   | Brésil (6)     | 3 - 0                 | Uruguay   | Mexique        | 2 - 1           | Chili          | Rivaldo Ronaldo (5)                                   | Rivaldo              |
| 40e | 2001 | Colombie   | Colombie       | 1 - 0                 | Mexique   | Honduras       | 2 - 2 5 − 4 tab | Uruguay        | Víctor Aristizábal (6)                                | Amado Guevara        |
| 41e | 2004 | Pérou      | Brésil (7)     | 2 - 2 ap 4 − 2 tab    | Argentine | Uruguay        | 2 - 1           | Colombie       | Adriano (7)                                           |                      |
| 42e | 2007 | Venezuela  | Brésil (8)     | 3 - 0                 | Argentine | Mexique        | 3 - 1           | Uruguay        | Robinho (6)                                           |                      |
| 43e | 2011 | Argentine  | Uruguay (15)   | 3 - 0                 | Paraguay  | Pérou          | 4 - 1           | Venezuela      | Paolo Guerrero (5)                                    | Luis Suárez          |
| 44e | 2015 | Chili      | Chili          | 0 - 0 ap 4 − 1 tab    | Argentine | Pérou          | 2 - 0           | Paraguay       | Paolo Guerrero Eduardo Vargas (4)                     | Lionel Messi         |
| 45e | 2016 | États-Unis | Chili (2)      | 0 - 0 ap 4 − 2 tab    | Argentine | Colombie       | 1 - 0           | États-Unis     | Eduardo Vargas (6)                                    | Alexis Sánchez       |
| 46e | 2019 | Brésil     | Brésil (9)     | 3 - 1                 | Pérou     | Argentine      | 2 - 1           | Chili          | Paolo Guerrero Everton (3)                            | Dani Alves           |
| 47e | 2021 | Brésil     | Argentine (15) | 1 - 0                 | Brésil    | Colombie       | 3 - 2           | Pérou          | Lionel Messi Luis Díaz (4)                            | Lionel Messi (2)     |
| 48e | 2024 | États-Unis | Argentine (16) | 1 - 0                 | Colombie  | Uruguay        | 2 - 2 4 − 3 tab | Canada         | Lautaro Martínez (5)                                  | James Rodriguez      |

En italique : les scores obtenus lors d'éditions disputées en formule « championnat ». Il peut s'agir du dernier match, mais pas forcément, donc le terme de « finale » est souvent impropre. Cependant, le résultat du match « au sommet » entre le premier et le second a presque toujours été décisif pour l'attribution du titre. Le score entre le troisième et le quatrième, en revanche, est parfois moins significatif.

## Statistiques

### Classement perpétuel 1916-2024
|      |            | Points | Points   | Part. | Matchs | Matchs | Matchs | Matchs | Buts | Buts | Buts  | Niveau atteint dans le top 4 | Niveau atteint dans le top 4 | Niveau atteint dans le top 4 |
| Rang | Équipe     | Total  | Pts/mat. | Part. | J      | G      | N      | P      | p.   | c.   | diff. | Titre                        | finale                       | 1/2 f.                       |
| ---- | ---------- | ------ | -------- | ----- | ------ | ------ | ------ | ------ | ---- | ---- | ----- | ---------------------------- | ---------------------------- | ---------------------------- |
| 1    | Argentine  | 297    | 1,47     | 43    | 202    | 128    | 41     | 33     | 474  | 182  | +292  | 16                           | 29                           | 36                           |
| 2    | Uruguay    | 262    | 1,27     | 45    | 206    | 112    | 38     | 56     | 410  | 222  | +188  | 15                           | 21                           | 35                           |
| 3    | Brésil     | 254    | 1,33     | 37    | 191    | 108    | 38     | 45     | 430  | 204  | +226  | 9                            | 21                           | 31                           |
| 4    | Paraguay   | 171    | 0,97     | 38    | 177    | 64     | 43     | 70     | 264  | 303  | -39   | 2                            | 8                            | 22                           |
| 5    | Chili      | 167    | 0,89     | 40    | 188    | 67     | 33     | 88     | 291  | 316  | -25   | 2                            | 6                            | 22                           |
| 6    | Pérou      | 155    | 0,96     | 33    | 161    | 58     | 39     | 64     | 230  | 255  | -25   | 2                            | 3                            | 17                           |
| 7    | Colombie   | 122    | 0,98     | 23    | 124    | 47     | 28     | 49     | 142  | 191  | -49   | 1                            | 2                            | 9                            |
| 8    | Bolivie    | 66     | 0,55     | 28    | 119    | 20     | 26     | 73     | 108  | 298  | -190  | 1                            | 2                            | 4                            |
| 9    | Équateur   | 58     | 0,46     | 29    | 126    | 16     | 26     | 84     | 134  | 327  | -193  |                              |                              | 2                            |
| 10   | Mexique    | 51     | 1,06     | 10    | 48     | 19     | 13     | 16     | 66   | 62   | +4    |                              | 2                            | 5                            |
| 11   | Venezuela  | 33     | 0,47     | 19    | 70     | 8      | 17     | 45     | 52   | 180  | -128  |                              |                              | 1                            |
| 12   | Costa Rica | 13     | 0,76     | 5     | 17     | 5      | 3      | 9      | 17   | 31   | -14   |                              |                              |                              |
| 13   | États-Unis | 12     | 0,67     | 4     | 18     | 5      | 2      | 11     | 18   | 29   | -11   |                              |                              | 2                            |
| 14   | Honduras   | 7      | 1,17     | 1     | 6      | 3      | 1      | 2      | 7    | 5    | +2    |                              |                              | 1                            |
| 15   | Japon      | 3      | 0,50     | 2     | 6      | 0      | 3      | 3      | 6    | 15   | -9    |                              |                              |                              |
| 16   | Panama     | 2      | 0,67     | 1     | 3      | 1      | 0      | 2      | 4    | 10   | -6    |                              |                              |                              |
| 17   | Qatar      | 1      | 0,33     | 1     | 3      | 0      | 1      | 2      | 2    | 5    | -3    |                              |                              |                              |
| 18   | Jamaïque   | 0      | 0        | 2     | 6      | 0      | 0      | 6      | 0    | 9    | -9    |                              |                              |                              |
| 19   | Haïti      | 0      | 0        | 1     | 3      | 0      | 0      | 3      | 1    | 12   | -11   |                              |                              |                              |

1. ↑  Victoire = 2 points, nul = 1 point (y compris pour les matchs conclus par une séance de tirs au but), défaite = 0 point.

### Classement selon le tour atteint
| Rang | Équipe     | Vainqueur | Finaliste | 3e place | 4e place (ou demi-finaliste de 1975 à 1983) | Titres remportés                                                                                 |
| ---- | ---------- | --------- | --------- | -------- | ------------------------------------------- | ------------------------------------------------------------------------------------------------ |
| 1    | Argentine  | 16        | 14        | 5        | 2                                           | 1921, 1925, 1927, 1929, 1937, 1941, 1945, 1946, 1947, 1955, 1957, 1959, 1991, 1993, 2021 et 2024 |
| 2    | Uruguay    | 15        | 6         | 9        | 6                                           | 1916, 1917, 1920, 1923, 1924, 1926, 1935, 1942, 1956, 1959, 1967, 1983, 1987, 1995 et 2011       |
| 3    | Brésil     | 9         | 12        | 5        | 5                                           | 1919, 1922, 1949, 1989, 1997, 1999, 2004, 2007 et 2019                                           |
| 4    | Paraguay   | 2         | 6         | 6        | 8                                           | 1953 et 1979                                                                                     |
| 5    | Chili      | 2         | 4         | 5        | 11                                          | 2015 et 2016                                                                                     |
| 6    | Pérou      | 2         | 1         | 6        | 8                                           | 1939 et 1975                                                                                     |
| 7    | Colombie   | 1         | 2         | 5        | 2                                           | 2001                                                                                             |
| 8    | Bolivie    | 1         | 1         | 0        | 2                                           | 1963                                                                                             |
| 9    | Mexique    | 0         | 2         | 3        | 0                                           |                                                                                                  |
| 10   | Honduras   | 0         | 0         | 1        | 0                                           |                                                                                                  |
| 11   | Équateur   | 0         | 0         | 0        | 2                                           |                                                                                                  |
| 12   | États-Unis | 0         | 0         | 0        | 2                                           |                                                                                                  |
| 13   | Venezuela  | 0         | 0         | 0        | 1                                           |                                                                                                  |
| 13   | Canada     | 0         | 0         | 0        | 1                                           |                                                                                                  |

## Pays ayant déjà participé

### En tant que membre de la CONMEBOL
- Argentine (première participation en 1916)
- Bolivie (première participation en 1926)
- Brésil (première participation en 1916)
- Chili (première participation en 1916)
- Colombie (première participation en 1947)
- Équateur (première participation en 1939)
- Paraguay (première participation en 1920)
- Pérou (première participation en 1927)
- Uruguay (première participation en 1916)
- Venezuela (première participation en 1967)

### En tant qu'invité
Depuis 1993, la CONMEBOL invite des sélections étrangères à participer à la Copa América.
En tout, dix sélections différentes se sont vues inviter et concourir dans ce tournoi :
| - CONCACAF - Canada (2024) - Costa Rica (1997, 2001, 2004, 2011, 2016, 2024) - États-Unis (1993, 1995, 2007, 2016, 2024) - Haïti (2016) - Honduras (2001) - Jamaïque (2015, 2016, 2024) - Mexique (1993, 1995, 1997, 1999, 2001, 2004, 2007, 2011, 2015, 2016, 2024) - Panama (2016, 2024) | - AFC - Japon (1999, 2019) - Qatar (2019) |

Plusieurs sélections ont dû par contre décliner l'invitation :
- Les États-Unis furent invités entre 1997 et 2007, mais durent décliner l'invitation, car cela posait des problèmes de calendrier avec celui de la MLS. Cependant, le 30 octobre 2006, la fédération américaine confirma sa participation pour le tournoi 2007.
- Pour l'édition 2001, le Canada fut invité, mais se retira à cause d'un manque de sécurité. Il a finalement été remplacé par le Honduras.
- En 2011, le Japon renonça à cause de difficultés pour récupérer les joueurs japonais évoluant en Europe et aussi en raison du tremblement de terre qui a touché le Japon cette même année. La CONMEBOL invita le Japon pour la Copa América 2015 qui déclina l'invitation au profit de la Chine[7]. Mais la Chine fut dans l'impossibilité d'y répondre, car cela tombait aux mêmes dates que les éliminatoires de la Coupe du monde de football 2018. Finalement, c'est la Jamaïque qui hérita de la place offerte[8].
- L'Espagne, invitée pour 2011 en tant que championne du monde, déclina l'invitation pour ne pas interrompre les vacances de ses joueurs[9].
- L'Australie et le Qatar refusent de participer à l'édition 2021 arguant des problèmes de calendrier.

## Personnalités

### Meilleurs buteurs
Note : En gras les joueurs encore en activité.

Classement mis à jour le 10 juillet 2024.

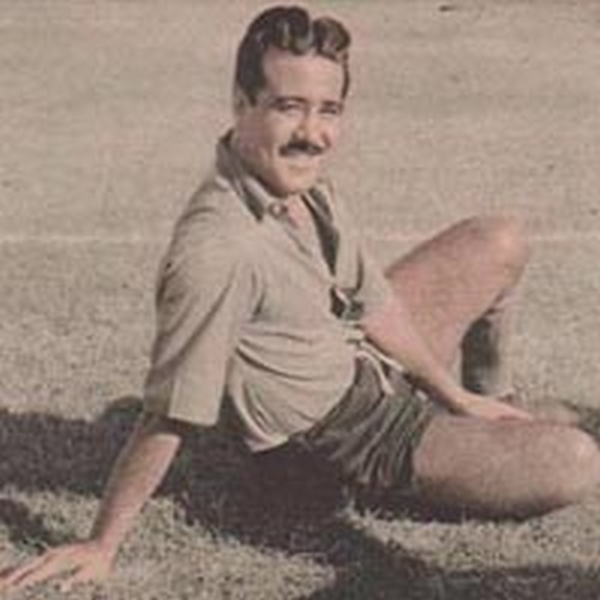
L'Argentin Norberto Méndez est l'un des buteurs historiques du tournoi avec 17 réalisations lors du triplé de l'Argentine en 1945, 1946 et 1947.

| Joueur              | Sélection | Buts | Éditions disputées                             |
| ------------------- | --------- | ---- | ---------------------------------------------- |
| Norberto Méndez     | Argentine | 17   | 1945, 1946, 1947                               |
| Zizinho             | Brésil    | 17   | 1942, 1945, 1946, 1949, 1953, 1957             |
| Teodoro Fernández   | Pérou     | 15   | 1935, 1937, 1939, 1941, 1942, 1947             |
| Severino Varela     | Uruguay   | 15   | 1937, 1939, 1942                               |
| Eduardo Vargas      | Chili     | 14   | 2015, 2016, 2019, 2021, 2024                   |
| Paolo Guerrero      | Pérou     | 14   | 2007, 2011, 2015, 2016, 2019, 2024             |
| Lionel Messi        | Argentine | 14   | 2007, 2011, 2015, 2016, 2019, 2021, 2024       |
| Gabriel Batistuta   | Argentine | 13   | 1991, 1993, 1995                               |
| José Manuel Moreno  | Argentine | 13   | 1941, 1942, 1947                               |
| Jair                | Brésil    | 13   | 1945, 1946, 1949                               |
| Ademir              | Brésil    | 13   | 1945, 1946, 1949, 1953                         |
| Héctor Scarone      | Uruguay   | 13   | 1917, 1919, 1923, 1924, 1926, 1927, 1929       |
| Roberto Porta       | Uruguay   | 12   | 1939, 1941, 1942, 1945                         |
| Ángel Romano        | Uruguay   | 12   | 1916, 1917, 1919, 1920, 1921, 1922, 1924, 1926 |
| Herminio Masantonio | Argentine | 11   | 1935, 1942                                     |
| Didi                | Brésil    | 11   | 1953, 1957, 1959 (A)                           |
| Víctor Ugarte       | Bolivie   | 11   | 1947, 1949, 1953, 1959 (A), 1963               |
| Javier Ambrois      | Uruguay   | 10   | 1956, 1957                                     |
| Ángel Labruna       | Argentine | 10   | 1946, 1955, 1956                               |
| Ronaldo             | Brésil    | 10   | 1995, 1997, 1999                               |
| Enrique Hormazábal  | Chili     | 10   | 1953, 1955, 1956                               |
| Óscar Gómez Sánchez | Pérou     | 10   | 1953, 1955, 1956, 1959 (A)                     |
| Héctor Castro       | Uruguay   | 10   | 1926, 1927, 1929, 1935                         |
| Pedro Petrone       | Uruguay   | 10   | 1923, 1924, 1927, 1929                         |
| Arnoldo Iguarán     | Colombie  | 10   | 1979, 1983, 1987, 1989, 1991                   |

### Sélectionneurs vainqueurs
| Année | Sélectionneur vainqueur                              | Champions |
| ----- | ---------------------------------------------------- | --------- |
| 1916  | Alfredo Foglino / Jorge Pacheco                      | Uruguay   |
| 1917  | Ramón Platero                                        | Uruguay   |
| 1919  | Haroldo Domingues                                    | Brésil    |
| 1920  | Ernesto Fígoli                                       | Uruguay   |
| 1921  | Pedro Calomino                                       | Argentine |
| 1922  | Laís                                                 | Brésil    |
| 1923  | Leonardo De Lucca                                    | Uruguay   |
| 1924  | Ernesto Meliante                                     | Uruguay   |
| 1925  | Américo Tesoriere                                    | Argentine |
| 1926  | Ernesto Fígoli / Andrés Mazali                       | Uruguay   |
| 1927  | José Lago Millán                                     | Argentine |
| 1929  | Francisco Olazar / Juan José Tramutola               | Argentine |
| 1935  | Raúl Blanco                                          | Uruguay   |
| 1937  | Manuel Seoane                                        | Argentine |
| 1939  | Jack Greenwell                                       | Pérou     |
| 1941  | Guillermo Stábile                                    | Argentine |
| 1942  | Pedro Cea                                            | Uruguay   |
| 1945  | Guillermo Stábile                                    | Argentine |
| 1946  | Guillermo Stábile                                    | Argentine |
| 1947  | Guillermo Stábile                                    | Argentine |
| 1949  | Flávio Costa                                         | Brésil    |
| 1953  | Manuel Fleitas Solich                                | Paraguay  |
| 1955  | Guillermo Stábile                                    | Argentine |
| 1956  | Hugo Bagnulo                                         | Uruguay   |
| 1957  | Guillermo Stábile                                    | Argentine |
| 1959  | Victorio Spinetto / José Della Torre / José Barreiro | Argentine |
| 1959  | Juan Carlos Corazzo                                  | Uruguay   |
| 1963  | Danilo Alvim                                         | Bolivie   |
| 1967  | Juan Carlos Corazzo                                  | Uruguay   |
| 1975  | Marcos Calderón                                      | Pérou     |
| 1979  | Ranulfo Miranda                                      | Paraguay  |
| 1983  | Omar Borrás                                          | Uruguay   |
| 1987  | Roberto Fleitas                                      | Uruguay   |
| 1989  | Sebastião Lazaroni                                   | Brésil    |
| 1991  | Alfio Basile                                         | Argentine |
| 1993  | Alfio Basile                                         | Argentine |
| 1995  | Héctor Núñez                                         | Uruguay   |
| 1997  | Mário Zagallo                                        | Brésil    |
| 1999  | Vanderlei Luxemburgo                                 | Brésil    |
| 2001  | Francisco Maturana                                   | Colombie  |
| 2004  | Carlos Alberto Parreira                              | Brésil    |
| 2007  | Dunga                                                | Brésil    |
| 2011  | Óscar Tabárez                                        | Uruguay   |
| 2015  | Jorge Sampaoli                                       | Chili     |
| 2016  | Juan Antonio Pizzi                                   | Chili     |
| 2019  | Tite                                                 | Brésil    |
| 2021  | Lionel Scaloni                                       | Argentine |
| 2024  | Lionel Scaloni                                       | Argentine |

### Records individuels
L'attaquant uruguayen du Nacional Angel Romano est le seul joueur à avoir été champion d'Amérique du Sud à six reprises (en 1916, 1917, 1920, 1923, 1924 et 1926, finaliste en 1919). Les suivants sont Héctor Scarone et José Nasazzi avec quatre victoires (1917, 1923, 1924 et 1926 pour l'un ; 1923, 1924, 1926 et 1935 pour l'autre), ainsi que Pascual Somma (1916, 1917, 1920 et 1923, finaliste en 1919). Scarone a en plus disputé un total de six finales et Nasazzi dut attendre six années entre 1929 et 1935 pour rejouer dans cette compétition.
Guillermo Stábile a remporté six titres en tant qu'entraîneur (1941, 1945, 1946, 1947, 1955 et 1957).
Lionel Messi est le meilleur passeur de l’histoire de la Copa América avec 18 passes décisives. Il est également le détenteur du record de matchs joués (37) dépassant ainsi Sergio Livingstone (34). Il est en outre le joueur ayant reçu le plus de fois la distinction d’« homme du match » (15) dans l’histoire de la compétition.

## Diffusion enFrance
L'édition 2011 a été diffusée au sein du Groupe Canal+ (principalement sur Canal+ Sport).
Ensuite, c'est beIN Sports qui a obtenu les droits des éditions 2015, 2016, 2019,.
En 2021, la compétition passe d'un diffuseur payant pour du clair avec L'Équipe. En raison du décalage horaire, les rencontres sont diffusées en direct sur le site web de l'Équipe puis sont rediffusées en journée sur la chaîne.
En 2024, le tournoi est diffusé sur la plateforme L'Équipe Live.